# Stratos4
Stratos4 (ストラトス・フォー) est une série télévisée d'animation japonaise de science-fiction en 13 épisodes d'environ 25 minutes chacun, réalisé par Takeshi Mori. Édité au Japon par Bandai, il est produit en France par Beez.
Deux séries d'OAV de 3 et de 6 épisodes (Stratos 4 advance) sont aussi sorties.

## Synopsis

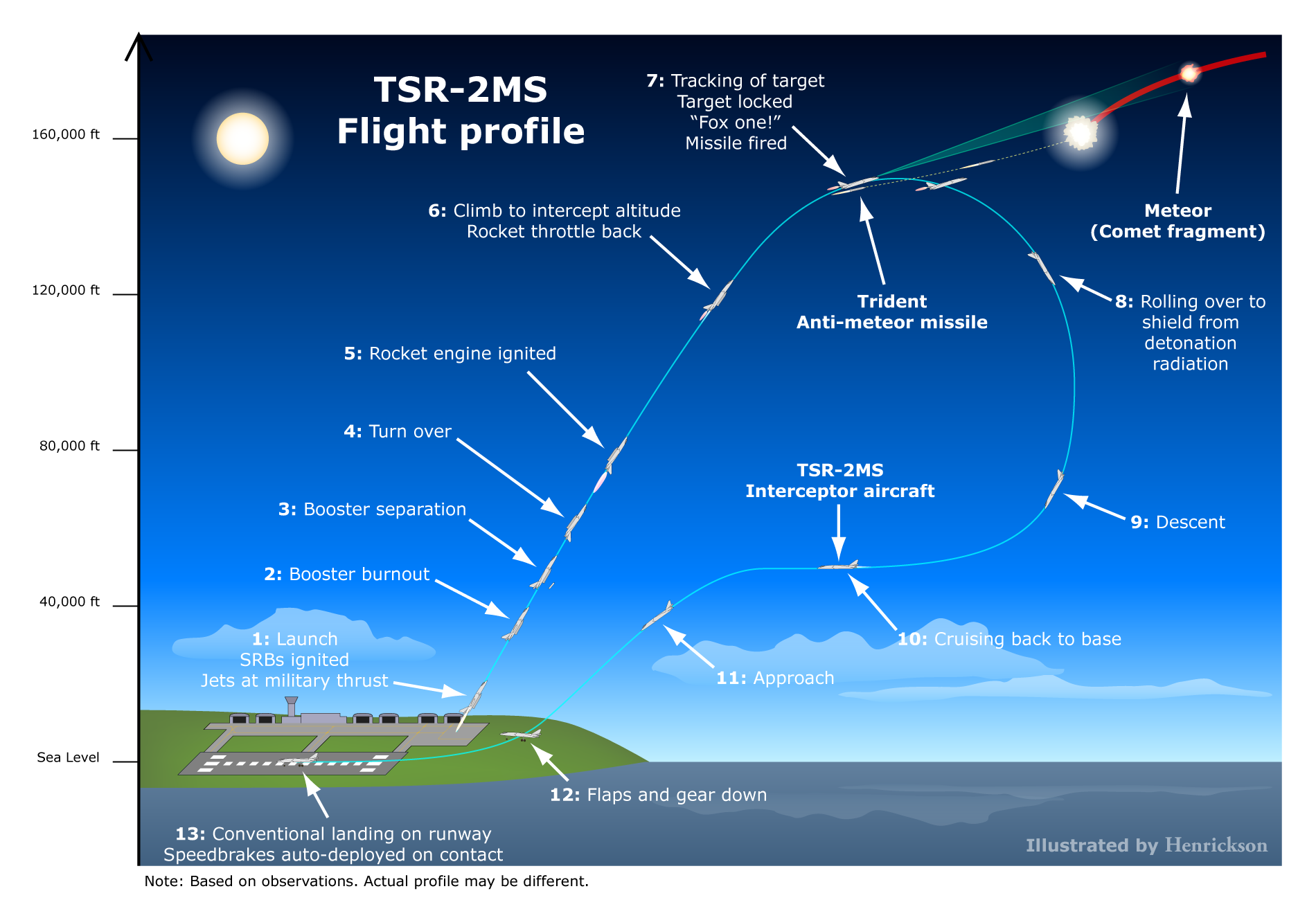
Profil de vol du TSR-2MS, intercepteur des Meteor Sweeper, en mission d'interception d'un météore.

50 ans avant le début de la série, des scientifiques découvrirent que des météorites allaient bientôt s'abattre sur Terre. Pour y parer, l'équivalent dans cet univers de l'ONU décida de créer une force spatiale et aérienne : les Comet Blaster et les Meteor Sweeper. La série se déroule en 20xx (2024 dans la version anglophone) en grande partie sur une base situé sur l'île de Shimoji-jima située dans la préfecture d'Okinawa, suivant une jeune fille, Mikaze, et ses amis, qui rêvent de devenir Comet Blaster. Elles se rendent vite compte que les comètes cachent un complot mondial.

## Personnages

### Personnages principaux
- Base de Shimoji :
  - Mikaze Honjyo (本庄美風), (Japonais - Yumi Kakazu),, apprenti pilote
  - Shizuha Doi (土井静羽), (Japonais - Kaori Shimizu), apprenti pilote
  - Ayamo Nakamura (中村彩雲), (Japonais - Shiho Kikuchi), apprenti pilote
  - Karin Kikuhara (菊原香鈴), (Japonais - Fumiko Orikasa), apprenti pilote
  - Sayaka Kisaragi (如月沙弥華), (Japonais - Sayaka Ohara), sous-commandante et instructrice
  - Kazuma Iwasaki (岩崎和馬), (Japonais - Kouji Tsujitani), pilote et instructeur
  - Kouichiro Sako (佐古浩一郎), (Japonais - Mitsuo Iwata), chef mécanicien
  - Robert Reynolds (ロバート・レイノルズ), (Japonais - Yōsuke Akimoto), commandant de la base de Shimoji

### Personnages secondaires
- Base de Shimoji :
  - Kei Fujitani (藤谷圭), (Japonais - Tomokazu Seki), pilote
  - Tsubasa Miyazaki (宮沢翼), (Japonais - Hideki Tasaka), apprenti pilote
  - Sora Ikeda (池田空), (Japonais - Hiroyuki Yoshino), apprenti pilote
  - Touko Mukai (向日塔子), (Japonais - Misa Kimura), Contrôleur du trafic aérien
- Restaurant Kouchin :
  - Rin Mikuriya (御厨リン), (Japonais - Hisako Kyouda), chef cuisinier du restaurant Kouchin
  - Ran Mikuriya (御厨ラン), (Japonais - Michiko Neya), serveuse du restaurant Kouchin
  - Alice "Admiral" Mikuriya (御厨アリス（テイトク）, Mikuriya Arisu (Teitoku)?), (japonais Mayumi Asano), chat.
- Station orbitale #7 :
  - Miharu Ohzora (宙美春?), (Japonais - Yoko Sômi), commandante de la station orbitale #7
  - Chizuru Kubo (久保千鶴), (Japonais - Akiko Hiramatsu), membre de Comet Blasters
  - Annette Kerry (アネット・ケイリー), (Japonais - Megumi Toyoguchi), membre de Comet Blasters
  - Betty Boozeman (ベティ・ブーゼマン), (Japonais - Satsuki Yukino), membre de Comet Blasters
  - Chris Calman (クリス・カルマン), (Japonais - Yuu Asakawa), membre de Comet Blasters

## Musique
La musique de Stratos 4 est composée par Masamichi Amano.

### Génériques
Générique d'ouverture
1st Priority par Melocure (Ritsuko Okazaki et Megumi Hinata)
Génériques de fins
Himawari par Melocure (épisodes 1 à 12)
So Far, So Near par Melocure (épisode 13)
Rainbow Kind of Feeling par Melocure (première série d'OAV)
Chiisa na Uta par Megumi Hinata (seconde série d'OAV : Stratos 4: Advance)

## Épisodes
Stratos 4 (TV)
- CODE 101: Initial Point
- CODE 102: Fox One
- CODE 103: Decision Height
- CODE 104: Tally Ho!
- CODE 105: Go Around
- CODE 106: Checking Six
- CODE 107: High Speed
- CODE 108: Go Gate
- CODE 109: Vapor Trail
- CODE 110: Mission Abort
- CODE 111: Target Merge
- CODE 112: Engage!
- CODE 113: Final Approach

Stratos 4 OVA
- CODE X-1: Return To Base (28/05/2004)
- CODE X-2: Dispersion (27/08/2004)

Stratos 4 Advance OVA
- CODE 201: Wave Off (25/03/2005)
- CODE 202: Roll Out (27/05/2005)
- CODE 203: Angle of Attack (22/07/2005)
- CODE 204: Clear Air Turbulence (23/09/2005)
- CODE 205: Dash One (25/11/2005)
- CODE 206: Lost Position (27/01/2006)

Stratos 4 Advance Kanketsu Hen OVA
- CODE 207: Cross-Wind Take Off (22/09/2006)
- CODE 208: Piper on the Target (27/10/2006)